# 1426 Riviera
1426 Riviera este un asteroid din centura principală, descoperit pe 1 aprilie 1937, de Margueritte Laugier.